# Vyžlovka
Vyžlovka település Csehországban, a Kelet-prágai járásban. Vyžlovka Struhařov, Mukařov, Černé Voděrady, Jevany, Louňovice és Štíhlice településekkel határos. Lakosainak száma 799 fő (2024. január 1.).

## Népesség
A település lakosságának változását az alábbi diagram mutatja:
| Lakosok száma | 299  | 463  | 459  | 661  | 553  | 688  | 643  | 680  | 797  | 799  |
|               | 1869 | 1900 | 1921 | 1961 | 1980 | 2011 | 2016 | 2019 | 2021 | 2024 |